# Malles Venosta
Malles Venosta (alemão: Mals) é uma comuna italiana da região do Trentino-Alto Ádige, província de Bolzano, com 5 092 habitantes, em 30 de novembro de 2010. Estende-se por uma área de 246 km², tendo uma densidade populacional de 20 hab/km². Faz fronteira com Curon Venosta, Glorenza, Lasa, Senales, Silandro, Sluderno, Tubre.

## Nome
O nome Malles foi observado no ano de 1094, e Mals, em 1266, e deriva de um termo pré-romano mal-, com o significado de "colina, monte".

## Demografia
| Variação demográfica do município entre 1861 e 2011                               |
|                                                                                   |
| Fonte: Istituto Nazionale di Statistica (ISTAT) - Elaboração gráfica da Wikipedia |

## Sociedade

### Distribuição linguística
De acordo com o censo de 2001, 96,83% da população fala alemão; 3,08% fala italiano, e 0,09% ladino como primeira língua.

### Frações
Malles Venosta tem as seguintes frações: Alsago (Alsack), Burgusio (Burgeis), Clusio (Schleis), Laudes (Laatsch), Mazia (Matsch), Piavenna (Plawenn), Planol (Planeil), Slingia (Schlinig), Tarces (Tartsch) e Ultimo (Ulten).

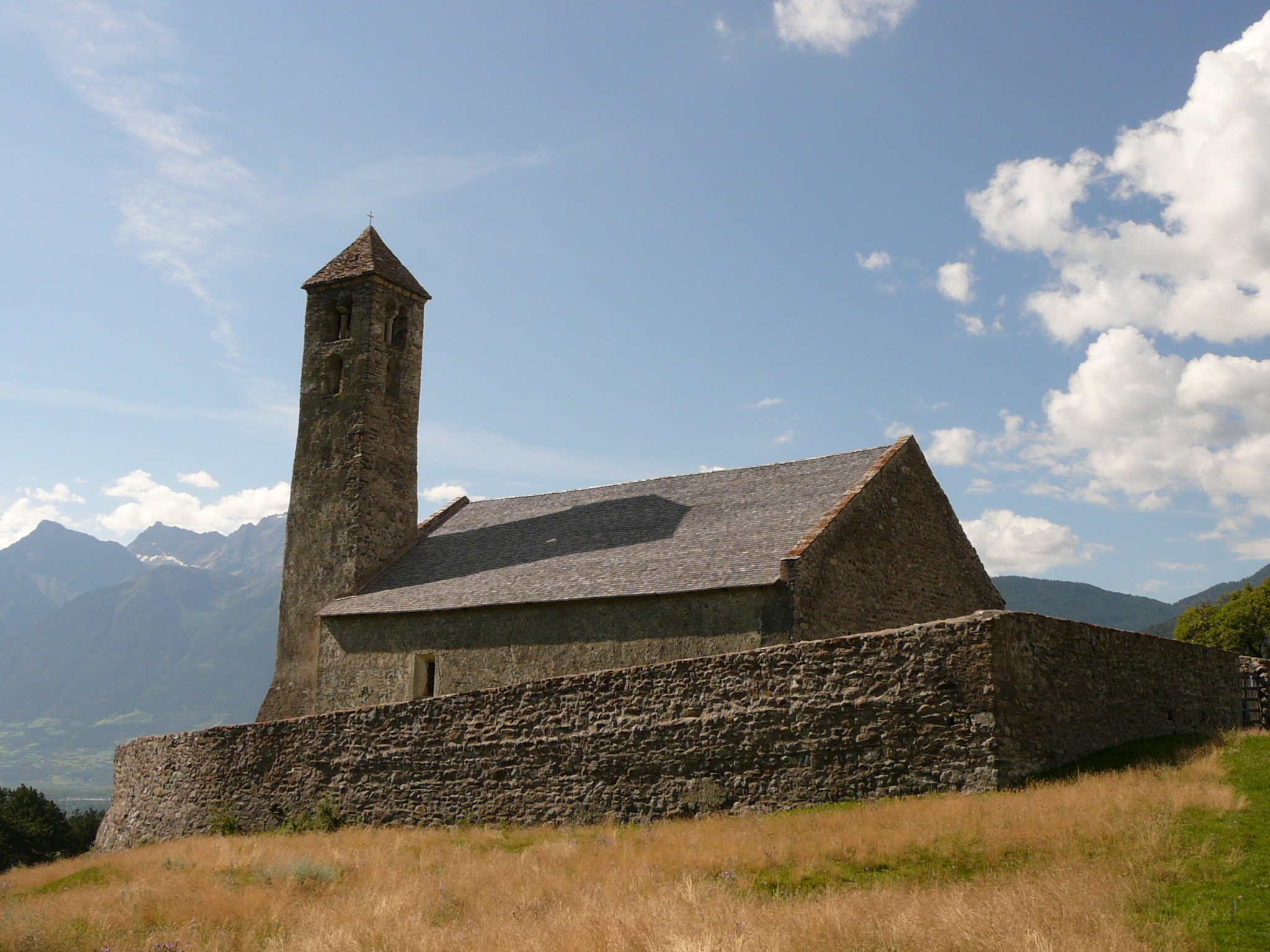
Igreja de Tartsch, em Mals